# Парламентские выборы в Исландии (2013)
Парламентские выборы в Исландии прошли 27 апреля 2013 года. На них были избраны 63 депутата Альтинга. Предыдущие выборы 2009 года привели к первому за последние 18 лет поражению Партии независимости и победе коалиции Социал-демократического альянса и Лево-зелёного движения. В выборах 2013 года участвовало 15 партий, тогда как на прошлых — семь. Явка составила 81,4 %.
Победу одержали право-центристские Партия независимости и Прогрессивная партия, которые, как ожидается, сформируют коалицию. Так как обе партии относятся к евроскептикам, их победа означает замедление переговоров страны с Европейским союзом по членству Исландии в ЕС.

## Избирательные округа
Исландия разделена на шесть избирательных округов. Каждый округ имеет места, распределяемые между партиями по пропорциональной системе на уровне округа, а также дополнительные места, которые распределяются между партиями на основе их общенационального уровня поддержки.

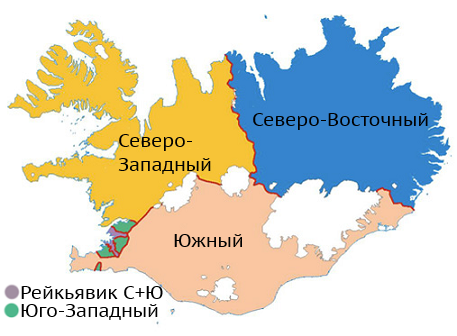
Избирательные округа Исландии

| Округ              | Окружные места | Национальные места | Всего мест в округе |
| ------------------ | -------------- | ------------------ | ------------------- |
| Северный Рейкьявик | 9              | 2                  | 11                  |
| Южный Рейкьявик    | 9              | 2                  | 11                  |
| Юго-Западный       | 11             | 2                  | 13                  |
| Северо-Западный    | 7              | 1                  | 8                   |
| Северо-Восточный   | 9              | 1                  | 10                  |
| Южный              | 9              | 1                  | 10                  |
| Всего              | 54             | 9                  | 63                  |

## Кампания
- Партия независимости. 11 апреля 2013 года председатель партии Бьярни Бенедиктссон заявил, что может уйти с поста председателя до выборов[5][6], что связывали с низкой популярностью партии, которая упала к моменту выборов даже ниже провальных для партии выборов 2009 года[6][7][6]. Однако на следующий день молодёжное крыло партии объявило о своей полной поддержке Бенедиктссона, который решил остаться на посту, т. к. проблему падения популярности невозможно быстро разрешить[8].
- Светлое будущее. 104-летняя бабушка председателя партии заявила, что отказывается от своей поддержки Прогрессивной партии и стала кандидатом партии Светлое будущее (избирательный округ Северный Рейкьявик) с целью показать, что Светлое будущее имеет поддержку не только среди молодёжи, но и избирателей старшего поколения[9].
- Исландская демократическая партия предложила 25 апреля 2013 года партии Восход создать объединение, чтобы пройти в парламент, т. к. обе партии не проходят 5%-й барьер. ИДП предлагала просить ЦИК считать голоса, поданные за них, как за одну партию. Однако, партия Восход отказалась, сославшись на то, что срок создания предвыборных коалиций прошёл и такое объединение было бы нелегитимно. Ранее подобные переговоры между этими партиями уже оказывались безуспешными[10].
- Право-зелёное движение. Партию потряс скандал, когда выяснилось, что председатель партии Гудмундур Франклин Йонссон не платил налоги в Исландии[11] и, более того, не имеет постоянного проживания в Исландии, а, следовательно, не имеет права избираться в парламент[12].
- Радуга. 16 марта 2013 года бывший кандидат от Лево-зелёного движения Торстен Бергссон объявил о своём переходе в партию Радуга (тоже левую, но чётко евроскептическую) из-за своего несогласия с позицией Лево-зелёного движения по Европейскому союзу[13]. Радуга объявила, что Бергссон стал вторым номером в её партийном списке[13].

## Опросы общественного мнения
|  | Партия независимости Прогрессивная партия Светлое будущее Социал-демократы Лево-зелёное движение Право-зелёное движение Восход Пиратская партия Солидарность Движение Прочие |

## Результаты
| Партия | Голоса  | %     | Изменение | Количество мест | Изменение |
| --- | ------- | ----- | --------- | --------------- | --------- |
| Партия независимости (Бьярни Бенедиктссон)                                                                                            | 50 454  | 26,70 | +3,0 ▲    | 19              | +3 ▲      |
| Прогрессивная партия (Сигмундур Давид Гуннлаугссон)                                                                                   | 46 173  | 24,43 | +9,6 ▲    | 19              | +10 ▲     |
| Социал-демократический альянс (Арни Палл Арнасон)                                                                                     | 24 292  | 12,85 | −16,9 ▼   | 9               | −10 ▼     |
| Лево-зеленое движение (Катрин Якобсдоттир)                                                                                            | 20 546  | 10,87 | −10,8 ▼   | 7               | −4 ▼      |
| Светлое будущее (Гудмундур Стейнгримссон)                                                                                             | 15 583  | 8,25  | —         | 6               | +6 ▲      |
| Пиратская партия (Биргитта Йонсдоттир)                                                                                                | 9647    | 5,10  | —         | 3               | +2 ▲      |
| Восход | 5855    | 3,10  | —         | 0               | −2 ▼      |
| Партия домовладельцев (Петур Гуннлаугссон)                                                                                            | 5707    | 3,02  | —         | 0               | —         |
| Исландская демократическая партия | 4658    | 2,46  | —         | 0               | —         |
| Право-зелёная народная партия (Гудмундур Франклин Йонссон)                                                                            | 3262    | 1,73  | —         | 0               | —         |
| Радуга (Йон Бьярнасон) | 2021    | 1,07  | —         | 0               | −2 ▼      |
| Провинциальная партия (Ильфа Мист Хельгадоттир)                                                                                       | 326     | 0,17  | —         | 0               | —         |
| Партия Стурла Йонссон | 222     | 0,12  | —         | 0               | —         |
| Гуманистическая партия (Юлиус Валдимарссон)                                                                                           | 126     | 0,07  | —         | 0               | —         |
| Народный фронт Исландии | 118     | 0,06  | —         | 0               | —         |
| Действительных бюллетеней | 188 990 | 97,5  |           |                 |           |
| Недействительных бюллетеней | 585     | 0,3   |           |                 |           |
| Пустых бюллетеней | 4217    | 2,2   |           |                 |           |
| Всего | 193 792 | 100,0 |           | 63              |           |
| Зарегистрированных избирателей/Явка                                                                                                   | 237 957 | 81,4  |           |                 |           |
| Источник: The Morning Paper Архивная копия от 19 января 2021 на Wayback Machine, National Broadcasting Архивировано 22 мая 2006 года. |         |       |           |                 |           |